# Nagrody Genie za najlepszą muzykę
Nagrody Genie za najlepszą muzykę jest przyznawana przez Kanadyjską Akademię Filmową i Telewizyjną dla najlepszej muzyki filmowej. Przyznawana jest od początku, czyli od 1980 roku.

## Laureaci

### Lata 80.
1980: Paul Zaza, Carl Zittrer – Morderstwo na zlecenie

nominacje:
- Hagood Hardy – Gorączka złota w Klondike
- Paul Hoffert – Dziki koń Hank
- Alain Leroux – Padało całą noc w dniu, w którym odszedłem
- Howard Shore – Potomstwo

1981: Art Phillips – The Lucky Star

nominacje:
- Matthew McCauley – Szaleństwo wieku średniego
- John Mills-Cockell – Terror w pociągu
- Kenneth Wannberg – Haracz

1982: Ronald I. Cohen, Vivienne Leebosh – Bilet do nieba

nominacje:
- Jean Cousineau – Les beaux souvenirs
- Bo Harwood, Lance Rubin – Upiorne urodziny
- Maribeth Solomon, Micky Erbe – Bilet do nieba

1983: Michael Conway Baker – Szary lis

nominacje:
- Jonathan Goldsmith – Godziny odwiedzin
- Maribeth Solomon, Micky Erbe – Próg

1984: Lewis Furey – Maria Chapdelaine

nominacje:
- Michael Conway Baker – Deserters
- Joël Bienvenue – Au clair de la lune
- Karl Kobylansky – Dead Wrong
- André Vincelli – A 20th Century Chocolate Cake

1985: François Dompierre – Mario

nominacje:
- J. Douglas Dodd, Michael Oczko – Więznienne ściany
- François Lanctôt – Sonatine
- Betty Lazebnik – Reno and the Doc
- Paul Zaza – Isaac Littlefeathers

1986: François Dompierre – Le matou

nominacje:
- Lewis Furey – Noc czarów
- Lewis Furey – Tajemnica spalonego domu
- Philippe Sarde – Joshua dawniej i dziś

1987: Michael Conway Baker – John i jego żona

nominacje:
- Marvin Dolgay – Błękitne widmo
- Richard Grégoire, Marie Bernard – Exit

1988: Jean Corriveau – Un zoo la nuit

nominacje:
- Tim McCauley – Blue City Slammers
- Patricia Cullen – Troskliwe misie w Krainie Czarów
- Mychael Danna – Filmowanie rodziny

1989: Howard Shore – Nierozłączni

nominacje:
- Billy Bryans, Aaron Davis – Przyjęcie pod ostrzałem
- François Dompierre – Les portes tournantes
- Richard Grégoire – La ligne de chaleur
- Osvaldo Montes – À corps perdu
- Robin Spry, Denise Robert – À corps perdu

### Lata 90.
1990: Yves Laferrière – Jezus z Montrealu

nominacje:
- Mychael Danna – Role mówione
- Mychael Danna, Jeff Danna – Słaba pociecha
- Milan Kymlicka – Babar zwycięzca
- Lawrence Shragge – Królewski pałac

1991: Jean Corriveau – La demoiselle sauvage

nominacje:
- Marie Bernard – Amoureux fou
- Georges Delerue – Czarna suknia
- Jonathan Goldsmith – Immunitet dyplomatyczny
- Mark Korven – White Room

1992: Richard Grégoire – Being at Home with Claude

nominacje:
- Michael Becker – Solitaire
- Graeme Colemano – Północny Pittburgh
- Pierre Desrochers – La sarrasine
- Howard Shore – Nagi lunch

1993: Simon Kendall – Dziewczyny cadillaca

nominacje:
- Todd Boekelheide – Digger
- Pierre Desrochers – Les amoureuses
- Mark Korven – The Grocer's Wife
- Yves Laferrière – Le sexe des étoiles

1994: Mychael Danna – Klub „Exotica”

nominacje:
- George Blondheim – White Music
- Mark Korven – Henry i Verlin
- Milan Kymlicka – La vie d’un héros
- Milan Kymlicka – Matusalem

1995: Milan Kymlicka – Muzeum Margaret

nominacje:
- Luc Aubry, Serge Arcuri – Czarna lista
- Aaron Davis, John Lang – Rude
- Mark Korven – The Michelle Apts.
- Richard Grégoire – L’enfant d’eau

1996: Mark Korven – Curtis’s Charm

nominacje:
- Richard Rodney Bennett – Swann
- Normand Corbeil – Tajemnica Syriusza
- Mychael Danna – Lilie
- Ron Sures – Joe’s So Mean to Josephine

1997: Mychael Danna – Słodkie jutro

nominacje:
- François Dompierre – L’homme idéal
- Serge LaForest, Gaëtan Gravel – Night of the Flood
- Robert Lepage – La plante humaine
- Don MacDonald – Zimny pocałunek

1999: John Corigliano – Purpurowe skrzypce

nominacje:
- Mychael Danna – Sanatorium poetów
- Jonathan Goldsmith – Such a Long Journey
- Mark Korven – Cube
- Alex Pauk, Alexina Louie – Ostatnia noc

### 2000-09
2000: Mychael Danna – Podróż Felicji

nominacje:
- Eric Cadesky, Nick Dyer – Extraordinary Visitor
- John Wesley Chisholm, Mike Diabo, John Roby – Beefcake
- Jono Grant – Jakub, Jakub
- Maurice Jarre – Kropla słońca

2001: Patric Caird – Odrobina szaleństwa

nominacje:
- Normand Corbeil – Zasady walki
- Aaron Davis, John Lang – Love Come Down
- François Dompierre – Laura Cadieux... la suite
- Alan Reeves – Tropem lwa

2002: Chris Crilly – Atanarjuat, biegacz

nominacje:
- Alexander Balanescu – Eisenstein
- Bertrand Chénier – L'ange de goudron
- Pierre Duchesne – Une jeune fille à la fenêtre
- Don Pyle, Andrew Zealley – The Law of Enclosures

2003: Mychael Danna – Ararat

nominacje:
- Chris Ainscough – Obnażona
- Michel Cusson – Zbieracz
- Glenn Morley – Duct Tape Forever
- Zbigniew Preisner – Pośród obcych

2004: Christopher Dedrick – Najsmutniejsza muzyka świata

nominacje:
- Michel Cusson – Séraphin: un homme et son péché
- Mychael Danna – Zimne piekło
- Richard Grassby-Lewis, Jon Hassell – Hazardzista
- Sandy Moore – The Wild Dogs

2005: Terry Frewer – Głowa w chmurach

nominacje:
- Benoît Charest – Trio z Belleville
- Michel Corriveau – Ostatni podkop
- Pierre Duchesne – Okrutne wspomnienia
- Charles Papasoff – La lune viendra d'elle-même

2006: Mychael Danna – Woda

nominacje:
- Geoff Bennett, Longo Hai, Ben Johannesen – Sabah
- Michael Danna – Gdzie leży prawda
- Éric Pfalzgraf – Manners of Dying
- Byron Wong – Seks to nie wszystko

2007: Jean Robitaille – Sans elle

nominacje:
- Normand Corbeil – Cheech
- Michel Cusson – Maurice Richard
- Pierre Desrochers – La vie secrète des gens heureux
- Hilmar Örn Hilmarsson – Beowulf – Droga do sprawiedliwości

2008: Howard Shore – Wschodnie obietnice

nominacje:
- David Hirschfelder – Podać rękę diabłu
- Steve London – That Beautiful Somewhere
- Don MacDonald – Fido
- Ryűichi Sakamoto – Jedwab

2009: John McCarthy – Kamienny anioł

nominacje:
- Normand Corbeil – Arytmetyka uczuć
- Laurent Eyquem – Mama jest u fryzjera
- Robert M. Lepage – To, co potrzeba do życia